# Sybra punctulicollis
Sybra punctulicollis är en skalbaggsart som beskrevs av Stefan von Breuning 1960. Sybra punctulicollis ingår i släktet Sybra och familjen långhorningar.
Artens utbredningsområde är Filippinerna. Inga underarter finns listade i Catalogue of Life.